# Alphubel
L'Alphubel est un sommet de 4 206 mètres d'altitude des Alpes valaisannes, qui fait partie du massif des Mischabels. Le point de sortie pour la voie normale du versant oriental est l'hôtel Längflue (2 867 m), accessible depuis Saas-Fee (1 803 m).
La première ascension a été réalisée le 9 août 1860 par W. Hinchliff et L. Stephen avec les guides M. Anderegg et P. Perren,.

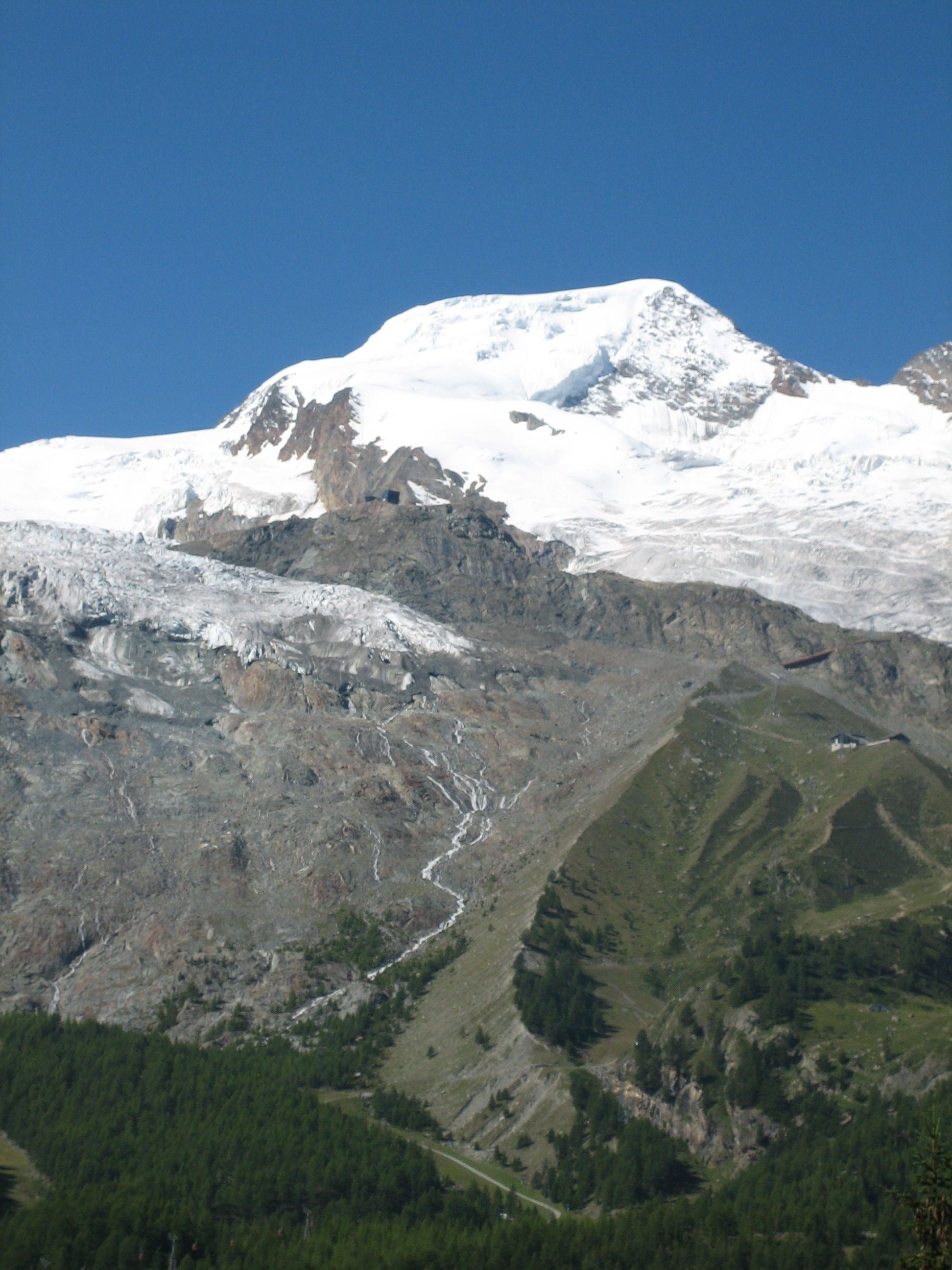
Vue de l'Alphubel depuis Saas-Fee.